# 羅傑斯維爾 (密蘇里州)
羅傑斯維爾（英語：Rogersville）是位於美國密蘇里州格林縣及韋伯斯特縣的城市。

## 人口
根據2020年美國人口普查的數據，羅傑斯維爾的面積為9.70平方千米，皆為陸地。當地共有人口3897人，而人口密度為每平方千米402人。